# Liste der Bodendenkmäler in Mitterskirchen
Auf dieser Seite sind die Bodendenkmäler in der niederbayerischen Gemeinde Mitterskirchen zusammengestellt. Diese Tabelle ist eine Teilliste der Liste der Bodendenkmäler in Bayern. Grundlage ist die Bayerische Denkmalliste, die auf Basis des Bayerischen Denkmalschutzgesetzes vom 1. Oktober 1973 erstmals erstellt wurde und seither durch das Bayerische Landesamt für Denkmalpflege geführt wird. Die folgenden Angaben ersetzen nicht die rechtsverbindliche Auskunft der Denkmalschutzbehörde.

## Bodendenkmäler der Gemeinde Mitterskirchen

### Bodendenkmäler in der Gemarkung Mitterskirchen
| Lage                      | Objekt | Akten-Nr.     | Bild |
| ------------------------- | --- | ------------- | ---- |
| Mitterskirchen (Standort) | Wasserburgstall des Mittelalters und der frühen Neuzeit. | D-2-7642-0006 |      |
| Mitterskirchen (Standort) | Wasserburgstall des Mittelalters und ebenerdiger Ansitz des späten Mittelalters und der frühen Neuzeit im Bereich der Einöde Bergham.                                   | D-2-7642-0007 |      |
| Mitterskirchen (Standort) | Wasserburgstall des Mittelalters und der frühen Neuzeit. | D-2-7642-0008 |      |
| Mitterskirchen (Standort) | Burgstall des Mittelalters. | D-2-7642-0010 |      |
| Mitterskirchen (Standort) | Untertägige frühneuzeitliche Teile der katholischen Pfarrkirche St. Johannes Baptist in Mitterskirchen mit mittelalterlichen Vorgängerbauten und zugehörigem Friedhof.  | D-2-7642-0023 |      |
| Mitterskirchen (Standort) | Untertägige frühneuzeitliche Befunde und Funde im Bereich der katholischen Filialkirche Mariä Himmelfahrt in Atzberg.                                                   | D-2-7642-0066 |      |
| Mitterskirchen (Standort) | Untertägige spätmittelalterliche und frühneuzeitliche Befunde und Funde im Bereich der katholischen Filialkirche St. Jakobus d. Ä. in Hofau (ehemalige Schlosskapelle). | D-2-7642-0067 |      |